# Amelia Earhart
Amelia Mary Earhart (Atchison, 24 juli 1897 – Grote Oceaan?, vermist sinds 2 juli 1937, doodverklaard op 5 januari 1939) was een beroemde Amerikaanse vliegenierster.
In januari 1935 werd ze de eerste persoon die solo de Grote Oceaan overvloog, maar ze werd vooral bekend doordat ze als eerste vrouw in 1932 als piloot de Atlantische Oceaan overstak. Die tocht legde ze eveneens solo af. In 1928 was ze die oceaan al als passagier overgestoken. Ook daarin was ze de eerste vrouw. Begin juli 1937 begon ze samen met navigator Fred Noonan aan wat de langste vlucht ter wereld moest worden. De eindbestemming van de 47.000 kilometer lange vlucht werd echter nooit bereikt. Wat er zich precies heeft afgespeeld, is tot op heden onbekend.

## Biografie

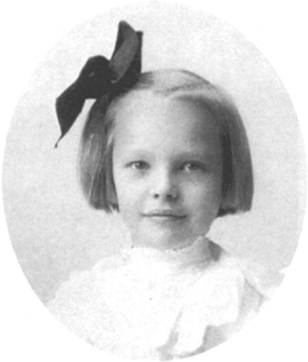
Amelia Earhart als kind

### Jeugd
Earhart werd geboren als dochter van de jurist Samuel "Edwin" Stanton Earhart (1867–1930) en Amelia "Amy" Otis (1869–1962). Als kind was Amelia een tomboy; ze klom in bomen en joeg met een geweer op ratten. Ook verzamelde ze krantenartikelen over vrouwen in mannenberoepen. In 1915 voltooide ze de middelbare school en vanaf 1917 werkte ze als verpleegster van militairen en als sociaal werkster in Boston. In 1919 begon ze met een studie medicijnen aan de Columbia-universiteit in New York, die ze na een jaar afbrak, waarna ze terugkeerde naar haar ouders in Los Angeles.

### Begin van haar carrière

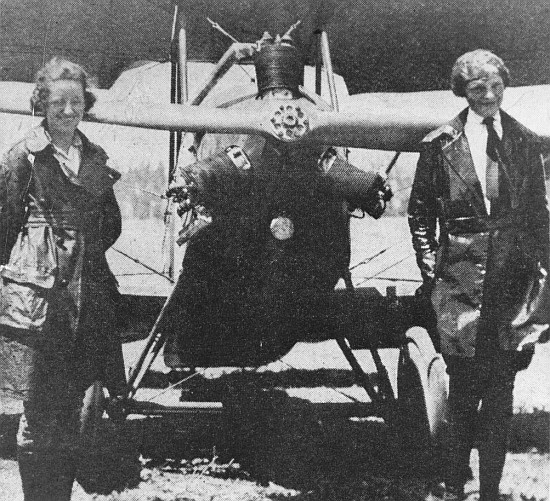
Amelia Earhart met haar Kinner Airster in 1921

In 1920 mocht ze voor het eerst meevliegen in een vliegtuig. Vanaf dat moment wilde ze nog maar één ding: zelf vliegen. Haar vliegcarrière begon in 1921 in Los Angeles, toen ze vlieglessen nam van Neta Snook. Zes maanden later kocht ze met spaargeld en geleend geld haar eerste vliegtuig, een Kinner Airster, waarmee ze een hoogterecord voor vrouwen vestigde. In 1924 scheidden haar ouders. Ze vertrok met haar moeder naar de oostkust en om haar moeder een plezier te doen verkocht ze haar vliegtuig en schafte in plaats daarvan een sportwagen aan. Vier jaar later kocht ze een Avro Avian-vliegtuig en werd ze de eerste vrouw die een intercontinentale soloretourvlucht maakte. Tijdens het openingsdiner van het Stevens Hotel in Chicago op 2 mei 1927 was ze een van de eregasten en werden haar prestaties uitgelicht. Vanaf die tijd bleef ze haar eigen snelheids- en afstandsrecords verbeteren, in wedstrijden en in persoonlijke stunts die werden gepromoot door uitgever en publicist George Palmer Putnam met wie ze in 1931 trouwde.

### Eerste trans-Atlantische oversteek

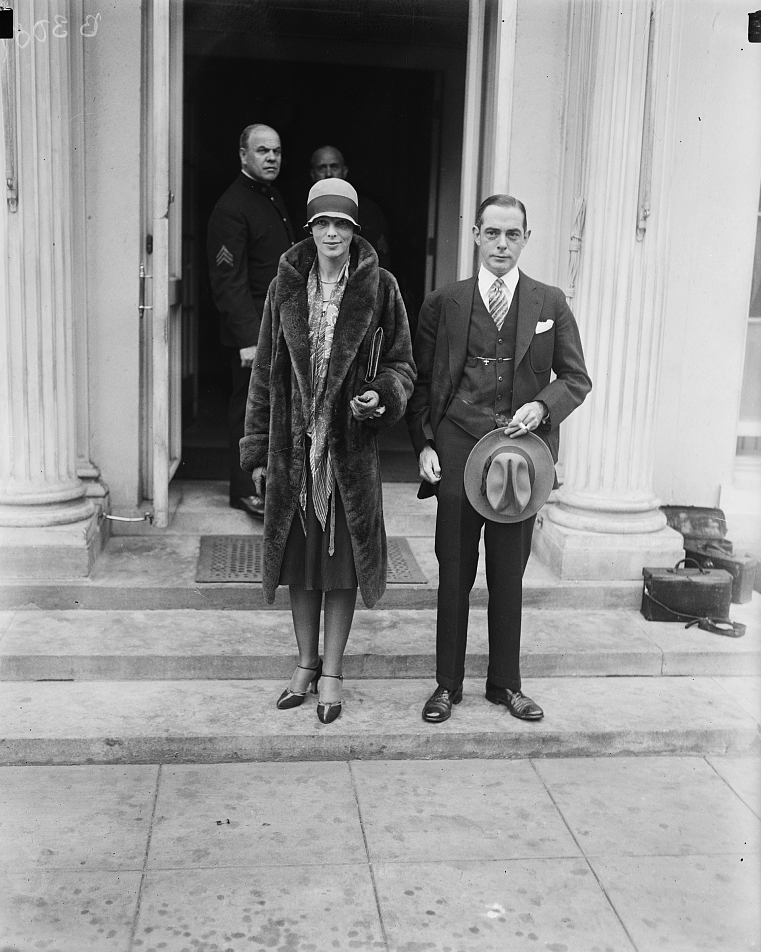
Ontvangst door president Coolidge

Nadat Charles Lindbergh een solovlucht over de Atlantische Oceaan maakte in 1927 toonde Amy Phipps Guest (1873-1959) belangstelling om als eerste vrouw over de Atlantische Oceaan te vliegen of gevlogen te worden. Nadat ze tot de conclusie was gekomen dat de overtocht voor haar te zwaar zou zijn, bood ze aan de vlucht te sponsoren als die door een andere vrouw ondernomen zou worden. Het was kapitein Hilton H. Railey die in april 1928 Earhart op haar werk belde en vroeg of ze degene wilde zijn.
De projectcoördinatoren, onder wie George Palmer Putnam, vroegen haar om piloot Wilmer Stultz en copiloot/mechanicus Louis Gordon als passagiere te vergezellen. Ze kreeg de taak aan boord het logboek bij te houden. In de voorbereiding ontstond er een race om de klok met een concurrerend team: de schatrijke weduwe Mabel Boll wachtte met haar piloot in Harbor Grace, Labrador, op goed weer.
Het team van Earhart vertrok op 17 juni 1928 vanaf Trepassey Harbour (aan de zuidkust van Newfoundland) in een Fokker F.VIIb/3m en landde exact 20 uur en 40 minuten later op Burry Port, nabij Llanelli in Wales. Over de vlucht zei ze: "Stulz deed al het vliegwerk, hij moest wel. Ik was slechts bagage, net een zak aardappelen.", en voegde daaraan toe: "... misschien zal ik ooit proberen om het in mijn eentje te vliegen."
In New York kregen Earhart, Stulz en Gordon een ticker-tapeparade aangeboden en werden ze ontvangen door president Calvin Coolidge in het Witte Huis.

### Solovlucht Atlantische Oceaan

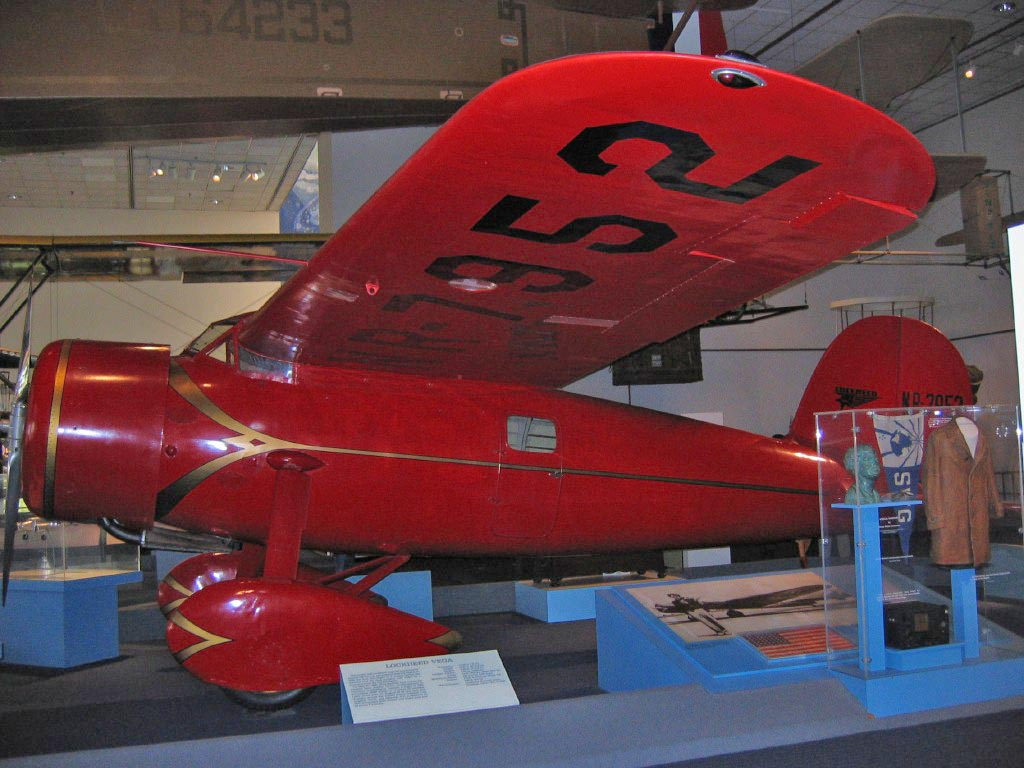
De Lockheed Vega waarmee Earhart de Atlantische Oceaan overvloog

Haar naam werd meer bekend in 1932, toen ze de eerste vrouw en de tweede persoon was die solo een trans-Atlantische vlucht maakte, precies vijf jaar na Lindbergh. Ze vloog een Lockheed Vega van Harbor Grace in Newfoundland naar Londonderry in Noord-Ierland.
Op 11 januari 1935 werd ze de eerste persoon die solo de Stille Oceaan overvloog, van Honolulu (Hawaï) naar Oakland (Californië). Later in hetzelfde jaar vloog ze solo van Los Angeles naar Mexico-Stad en terug naar Newark. In juli 1936 ontving ze een Lockheed 10E 'Electra', gefinancierd door de Purdue-universiteit, en begon ze haar vlucht om de wereld voor te bereiden.
"Begrijp alsjeblieft dat ik me heel goed bewust ben van de risico's. Ik wil het doen omdat ik het wil doen. Vrouwen moeten dingen proberen, zoals mannen dingen hebben geprobeerd. Als ze falen, is hun mislukking alleen maar een uitdaging voor anderen." (Amelia Earhart, 1937)
Earharts vlucht zou niet de eerste vlucht om de wereld zijn, maar wel de langste: 47.000 km, op een route rond de evenaar. Op 17 maart 1937 vloog ze het eerste gedeelte van haar vlucht, van Oakland naar Honolulu. Toen ze haar vlucht drie dagen later wilde vervolgen, kreeg ze tijdens de start een lekke band, waardoor ze een grondzwaai maakte. Het toestel was zwaar beschadigd en moest per schip naar Californië worden gebracht om te worden gerepareerd, zodat de vlucht werd afgelast. Earhart waagde een tweede poging vanuit Miami; ze zou deze keer van west naar oost vliegen. Fred Noonan, een ex-Pan Ampiloot, zou haar navigator en enige gezelschap zijn. Ze vertrokken op 1 juni en na verschillende stops in Zuid-Amerika, Afrika, het Midden-Oosten en Zuidoost-Azië, kwamen ze op 29 juni in Nieuw-Guinea aan. Ze hadden ongeveer 35.000 km afgelegd. De resterende 12.000 km liep geheel over de Grote Oceaan.

## Laatste vlucht

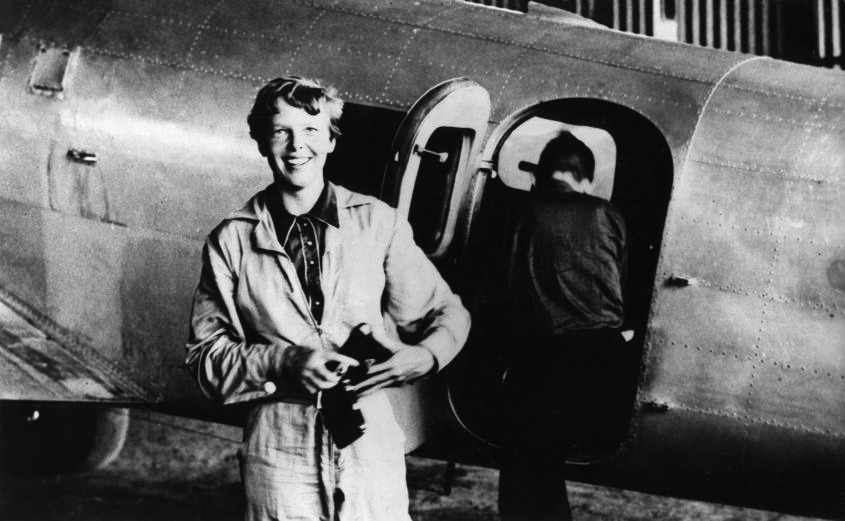
Amelia Earhart in 1937 voor haar Lockheed Electra, terwijl Fred Noonan instapt

Op 2 juli 1937 steeg Earhart samen met navigator Fred Noonan op. Hun reisdoel was Howland, een klein eiland met een lengte van enkele kilometers, 6 meter boven de zeespiegel. Speciaal voor de recordvlucht was op dit eiland een landingsbaan aangelegd. Het eiland lag op 4110 km vliegen. Hun laatste positiemelding en visueel contact was na 1300 km, toen ze over de Nikumaroro-eilanden vlogen. Een schip van de Amerikaanse kustwacht, de kotter Itasca, lag vlak bij Howland om Earharts vliegtuig naar het eiland te loodsen.
Het werd al snel duidelijk dat Earhart en Noonan weinig praktijkervaring hadden met het gebruik van radionavigatie. De frequenties die Earhart gebruikte, waren niet zo geschikt voor het bepalen van de juiste richting en de ontvangst van de berichten die ze verzond, was erg slecht. De laagfrequente zend- en ontvangstapparatuur waarmee de Itasca het vliegtuig had kunnen lokaliseren, had Earhart in Nieuw-Guinea achtergelaten. Na zes uur vruchteloze pogingen om een tweezijdige radioverbinding op te zetten, verloor de Itasca alle radiocontact. Een gezamenlijke zoektocht door marine en kustwacht leverde geen spoor van de vliegeniers of hun toestel op. Earharts en Noonans lot is sindsdien het onderwerp van veel geruchten en speculaties.
Uit recent onderzoek blijkt dat Earhart na het passeren van de Nukumanu-eilanden van haar koers is afgeweken en zonder het te beseffen naar een punt op 160 km ten noordnoordwesten van Howland vloog. Onderzoekers veronderstellen over het algemeen dat het toestel door brandstofgebrek in zee is gestort. Een onderzoeksgroep van The International Group for Historic Aircraft Recovery (TIGHAR) stelt echter dat het toestel een noodlanding heeft gemaakt op het eiland Nikumaroro (in het tegenwoordige Kiribati) en dat Earhart en Noonan daar ten slotte zijn omgekomen. Onderzoek op het onbewoonde eiland heeft aanwijzingen opgeleverd die deze theorie ondersteunen.
Een andere theorie stelt dat Earhart en Noonan werden gevangengenomen door de Japanners toen ze op het eiland Saipan, dat deel uitmaakt van de Marianen, een noodlanding maakten. Ze zouden vervolgens op verdenking van spionage zijn geëxecuteerd.

### Verborgen tijdfout
Een nieuwe, kwantitatieve theorie die gebruikmaakt van de theorie en de praktijk van de navigatiewetenschap in de jaren dertig, leidt tot de conclusie dat navigator Noonan op het traject van Gagan op Buka naar de Nukumanu-eilanden zijn positie bepaald heeft op de ondergaande zon en dat hij daarvoor de luchtbelsextant gebruikt heeft in combinatie met voorberekening uit H.O. Pub. no. 208, Navigation Tables for Mariners and Aviators, die hij vanaf het verschijnen van de eerste editie uit 1928 op al zijn reizen meenam. Toen hij in de ochtend van 2 juli 1937 bij zonsopgang in westerlengte wederom positie bepaalde, alvorens Earhart aan de naderingsvlucht voor Howland begon, introduceerde hij met het gebruik van de zeemanssextant waarschijnlijk een verborgen tijdfout; niet van de chronometers en het horloge, maar van plaatselijke uurhoek van de zon. De oorzaak was het verschil in referentielijn. Voor een luchtbelsextant is dat de kunstmatige horizon op het middelpunt van de ware zon; voor een zeemanssextant is het de horizon op de bovenrand [bij zonsopgang] van de zichtbare zon. De afwijking van de geografische lengte die aan de hand van de waarneming werd berekend, bedroeg ten opzichte van de ware lengte 16 km.
De koersverlegging voor de nadering naar de luchthaven had daardoor drie minuten en vijftig seconden te vroeg plaats en toen de bemanning meende Howland recht vooruit in zicht te moeten krijgen, was de ware positie van het eiland 26 km aan bakboord. Daardoor kwam het vliegtuig niet binnen de zichtbaarheidscirkel, en vooral door gebrekkige radiocommunicatie en het mislukken van radiografisch richtingzoeken - doordat de apparatuur aan boord van het vliegtuig en bij en op het eiland niet op elkaar was afgestemd - werd het aan te vliegen doel gemist. Om circa 20.17 uur GMT meldde Earhart dat ze (op een hoogte van 1000 voet) over de positielijn van Howland – 26 km te westelijk – heen en weer vloog. Het aangekondigde vervolg van het radiobericht werd niet ontvangen, zodat moet worden aangenomen dat toen wegens brandstofgebrek op zee geland moest worden. Een overeenkomstig tijdstip volgt uit een onderzoek naar de brandstofvoorraad aan boord en de brandstofhuishouding. Het navigatiemodel dat voor de theorie gebruikt is, levert in combinatie met de opgetekende radioberichtgeving een berekende landingsplaats 203 km noordelijk van de evenaar en 300 km oostelijk van de antimeridiaan van Greenwich (1° 49′ NB, 177° 19′ WL ), 137 km noordnoordwestelijk van de ware positie van Howland.
In een artikel in de European Journal of Navigation van december 2011 werd aangetoond dat het vliegbereik maximaal 4410 km was. Het is daardoor onmogelijk dat andere eilanden dan Howland en Baker konden worden bereikt. De laatst naberekende landingszone ligt bij 1° 31′ NB, 177° 10′ WL , 100 km NW van Howland (kompasrichting 323°).

### Zoektochten naar Amelia Earhart
In 2018 beweerde de Amerikaanse antropoloog en emeritus hoogleraar in de VS, Richard Jantz, dat de eerder in 1940 reeds gevonden en onderzochte botten die op Nikumaroro waren aangetroffen, aan de hand van de door hem in de computer ingebrachte gegevens uit de aantekeningen van de arts die destijds de botten had opgemeten en de daaruit volgende uitslag, voor 99% zeker die van Amelia Earhart moesten zijn.
In juli 2019 werd bekend dat Robert Ballard een expeditie zou leiden om het vliegtuig terug te vinden. In augustus van datzelfde jaar begon de zoektocht daadwerkelijk. Er werd niets gevonden.
In september 2023 ging het Amerikaanse bedrijf Deep Sea Vision op zoek naar het toestel. Ze onderzochten een gebied van 5.000 vierkante kilometer in de buurt van het eiland Howland. In januari 2024 publiceerden ze een sonarbeeld genomen op 150 kilometer ten westen van Howland. Hierop zou het vliegtuig te zien moeten zijn. Uit vervolgonderzoek moet nog blijken wat er op de foto staat.

## Vernoemingen
- Zowel in Sint-Denijs-Westrem als in Lelystad is een straat naar haar genoemd.
- Op het album Hejira (1976) van Joni Mitchell staat het nummer Amelia. Mitchell zag zichzelf weerspiegeld in de mythe over Earhart.[10]
- In 1985 werd een corona op de planeet Venus naar haar vernoemd.